# Kamadhenu, Kalghatgi
Kamadhenu là một làng thuộc tehsil Kalghatgi, huyện Dharwad, bang Karnataka, Ấn Độ.